# Victor Santana
Vitinho, właśc. Victor Hugo Santana Carvalho (ur. 24 marca 1998 w São Paulo) – brazylijski piłkarz występujący na pozycji pomocnika w SE Palmeiras.

## Kariera klubowa
Urodzony w São Paulo Vitinho dołączył do młodzieżówek SE Palmeiras w 2011 roku. 28 kwietnia 2016 roku został przeniesiony do pierwszej drużyny, podpisując kontrakt do 2021 roku.
Pierwszy występ w SE Palmeiras i jednocześnie pierwszy występ w Série A zaliczył 21 czerwca 2016 roku, zmieniając Cleitona Xaviera w wygranym 2–0 meczu przeciwko Atlético Mineiro. Jednak w pozostałej części sezonu, pojawił się na boisku tylko jeden raz, po raz kolejny wchodząc z ławki rezerwowych.
10 lipca 2017 roku Vitinho został wypożyczony na jeden sezon do grającej w Segunda División – Barcelony B. Umowa została oficjalnie ogłoszona następnego dnia.

## Sukcesy

### Palmeiras
- Campeonato Brasileiro Série A: 2016